# New Ross
New Ross (em irlandês:  Ros Mhic Thriúin, Pronúncia irlandesa: [ɾˠɔsˠ vʲɪc hɾʲuːnʲ], antes Ros Mhic Treoin)  é uma cidade no sudoeste do Condado de Wexford, Irlanda, localizada no Rio Barrow, perto da fronteira com o Condado de Kilkenny, e a cerca de 20 quilômetros a oeste de Waterford. Em 2016, a cidade tinha uma população de 8.040 pessoas, fazendo dela a quarta maior do condado.
New Ross tem acordos de geminação de cidades com Hartford, Moncoutant e Newcastle.